# Straszewy
Straszewy (prononciation : [straˈʂɛvɨ]) est un village polonais de la gmina de Lubowidz dans le powiat de Żuromin de la voïvodie de Mazovie dans le centre-est de la Pologne.
Il se situe à environ 9 kilomètres au nord-est de Lubowidz (siège de la gmina), 12 kilomètres au nord de Żuromin (siège du powiat) et à 127 kilomètres au nord-ouest de Varsovie (capitale de la Pologne).

## Histoire
De 1975 à 1998, le village appartenait administrativement à la voïvodie de Ciechanów.